# Goxwiller
Goxwiller [ɡɔksvilɛʁ]  (Gogschwiller en alsacien, Goxweiler en allemand) est une commune française située dans la circonscription administrative du Bas-Rhin et, depuis le 1er janvier 2021, dans le territoire de la Collectivité européenne d'Alsace, en région Grand Est.
Cette commune se trouve dans la région historique et culturelle d'Alsace et située sur la route des vins d'Alsace, elle est traversée par la Véloroute du vignoble d'Alsace (EuroVelo 5).

## Géographie
Goxwiller se présente comme un village-rue, au contact de la plaine agricole et du piémont viticole. Les activités artisanales traditionnelles (menuiserie, sabotier, tannerie, reliure, …) et la viticulture ont fait sa réputation.
| Obernai       |           | Niedernai |
| Heiligenstein | Goxwiller | Valff     |
|               | Bourgheim |           |

### Hydrographie

#### Réseau hydrographique
La commune est dans le bassin versant du Rhin au sein du bassin Rhin-Meuse. Elle est drainée par le ruisseau l'Apfelbach et le ruisseau Flussgraben,.

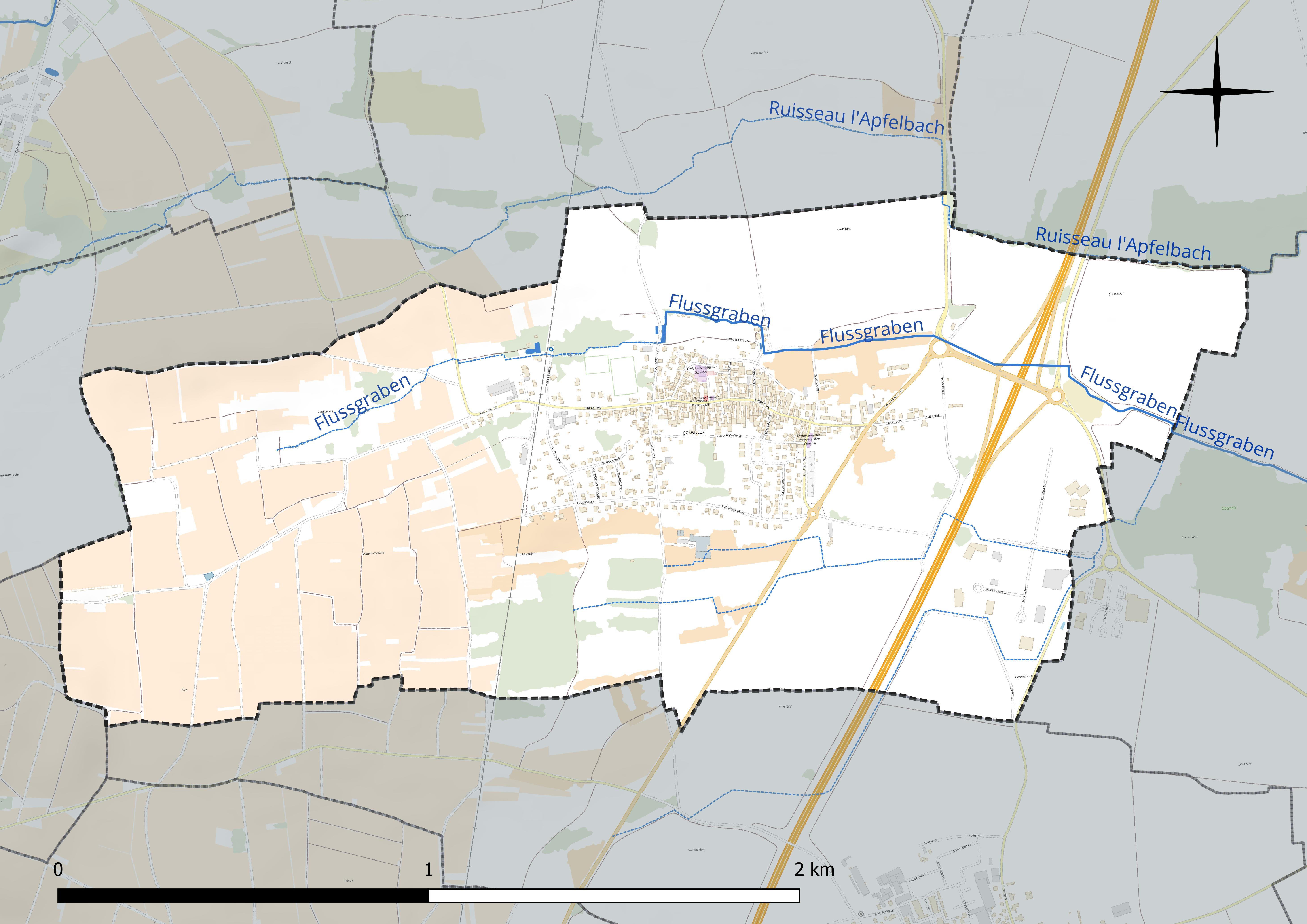
Réseau hydrographique de Goxwiller.

#### Gestion et qualité des eaux
Le territoire communal est couvert par le schéma d'aménagement et de gestion des eaux (SAGE) « Ill Nappe Rhin ». Ce document de planification concerne la nappe phréatique rhénane, les cours d'eau de la plaine d'Alsace et du piémont oriental du Sundgau, les canaux situés entre l'Ill et le Rhin et les zones humides de la plaine d'Alsace. Le périmètre s’étend sur 3 596 km2. Il a été approuvé le 17 janvier 2005. La structure porteuse de l'élaboration et de la mise en œuvre est la région Grand Est. 
La qualité des cours d’eau peut être consultée sur un site dédié géré par les agences de l’eau et l’Agence française pour la biodiversité. 

### Climat
Pour des articles plus généraux, voir Climat du Grand Est et Climat du Bas-Rhin.
En 2010, le climat de la commune est de type climat des marges montargnardes, selon une étude du Centre national de la recherche scientifique s'appuyant sur une série de données couvrant la période 1971-2000. En 2020, Météo-France publie une typologie des climats de la France métropolitaine dans laquelle la commune est exposée à un climat semi-continental et est dans une zone de transition entre les régions climatiques « Vosges » et « Alsace ». 
Pour la période 1971-2000, la température annuelle moyenne est de 10,6 °C, avec une amplitude thermique annuelle de 17,9 °C. Le cumul annuel moyen de précipitations est de 584 mm, avec 7,9 jours de précipitations en janvier et 9,8 jours en juillet. Pour la période 1991-2020, la température moyenne annuelle observée sur la station météorologique de Météo-France la plus proche, « Le Hohwald_sapc », sur la commune du Hohwald à 12 km à vol d'oiseau, est de 8,8 °C et le cumul annuel moyen de précipitations est de 1 129,1 mm. 
La température maximale relevée sur cette station est de 35,6 °C, atteinte le 25 juillet 2019 ; la température minimale est de −20,5 °C, atteinte le 7 février 1991,,. 
Les paramètres climatiques de la commune ont été estimés pour le milieu du siècle (2041-2070) selon différents scénarios d'émission de gaz à effet de serre à partir des nouvelles projections climatiques de référence DRIAS-2020. Ils sont consultables sur un site dédié publié par Météo-France en novembre 2022.

## Urbanisme

### Typologie
Au 1er janvier 2024, Goxwiller est catégorisée bourg rural, selon la nouvelle grille communale de densité à sept niveaux définie par l'Insee en 2022.
Elle est située hors unité urbaine. Par ailleurs la commune fait partie de l'aire d'attraction de Strasbourg (partie française), dont elle est une commune de la couronne,. Cette aire, qui regroupe 268 communes, est catégorisée dans les aires de 700 000 habitants ou plus (hors Paris),.

### Occupation des sols
L'occupation des sols de la commune, telle qu'elle ressort de la base de données européenne d’occupation biophysique des sols Corine Land Cover (CLC), est marquée par l'importance des territoires agricoles (81,3 % en 2018), en diminution par rapport à 1990 (89,5 %). La répartition détaillée en 2018 est la suivante : 
cultures permanentes (33,3 %), zones agricoles hétérogènes (27,8 %), terres arables (20,2 %), zones urbanisées (13 %), zones industrielles ou commerciales et réseaux de communication (5,7 %). L'évolution de l’occupation des sols de la commune et de ses infrastructures peut être observée sur les différentes représentations cartographiques du territoire : la carte de Cassini (XVIIIe siècle), la carte d'état-major (1820-1866) et les cartes ou photos aériennes de l'IGN pour la période actuelle (1950 à aujourd'hui).

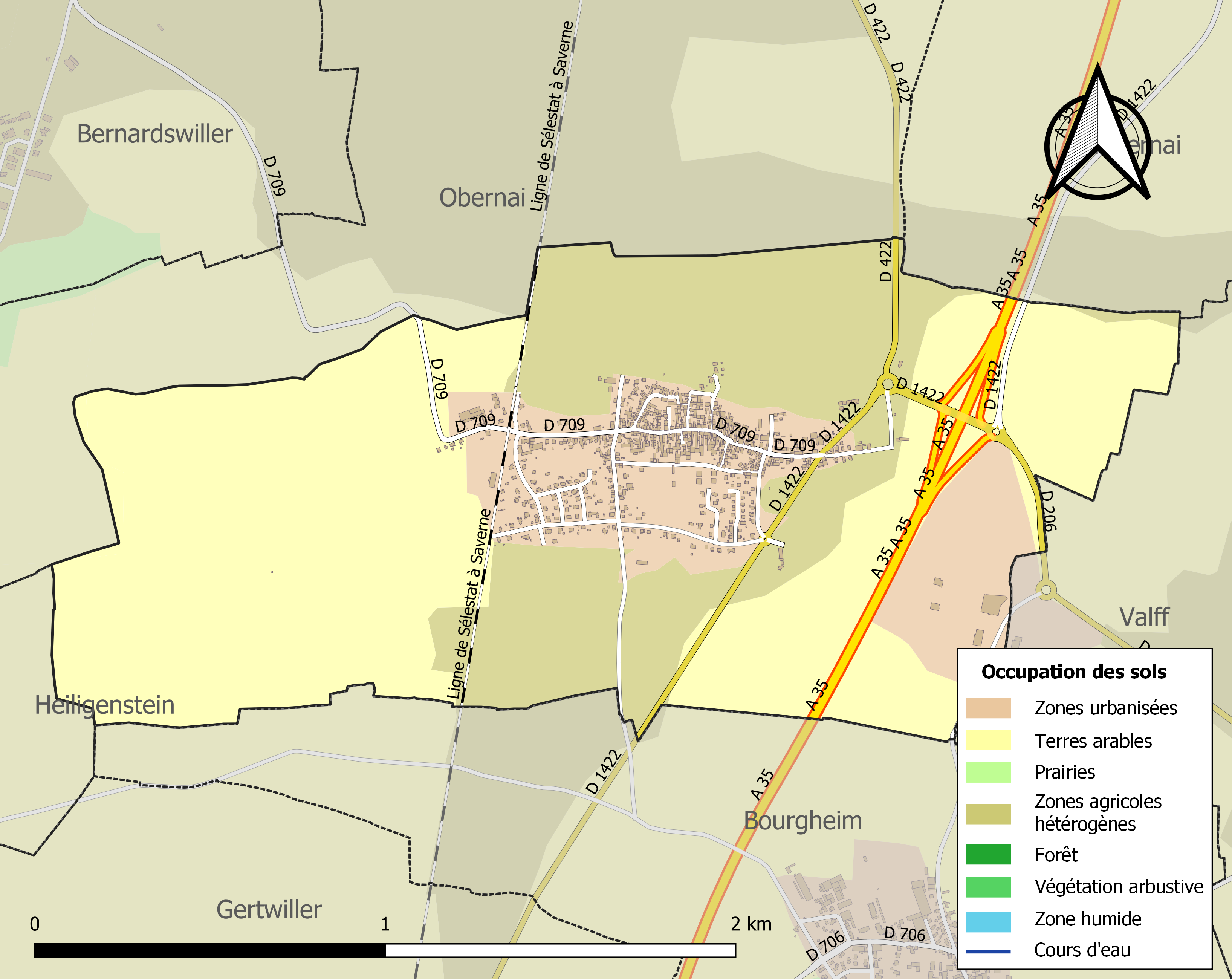
Carte des infrastructures et de l'occupation des sols de la commune en 2018 (CLC).

## Toponymie
Goxveiler (1793), Goxweiler (1801).

## Histoire
Depuis les temps les plus anciens, Goxwiller et la commune voisine de Bourgheim formaient une entité juridique et religieuse : sur le blason, les deux cercles réunis symbolisent cette ancienne union.
Une « Villa veterana » est à l’origine du village situé sur l’ancienne voie romaine du Piémont. Mentionné une première fois en 920 (Getenesvillare puis Gokesvilre, Gotesviller et enfin Goxwiller), le village est un bien inféodé à plusieurs abbayes, dont celle de Niedermunster, jusqu'en 1522. Comme la seigneurie de Barr dont il fait partie, le village était placé sous la suzeraineté de la ville de Strasbourg jusqu'à la Révolution.
Après de nombreuses guerres et destructions successives, Goxwiller profite de l'essor de la viticulture au XIXe siècle.

### Héraldique
| Blason de Goxwiller | Blason  | D'azur à la paire de verres de lunette d'argent cerclés et accouplés d'or, posés en pal. |
| Blason de Goxwiller | Détails |                                                                                          |

## Politique et administration
| Période                                  | Période                   | Identité                                      | Étiquette | Qualité |
| ---------------------------------------- | ------------------------- | --------------------------------------------- | --------- | ------- |
| 2020                                     | En cours (au 31 mai 2020) | Suzanne LOTZ, Réélue pour le mandat 2020-2026 |           |         |
| Les données manquantes sont à compléter. |                           |                                               |           |         |

## Démographie
L'évolution du nombre d'habitants est connue à travers les recensements de la population effectués dans la commune depuis 1793. Pour les communes de moins de 10 000 habitants, une enquête de recensement portant sur toute la population est réalisée tous les cinq ans, les populations de référence des années intermédiaires étant quant à elles estimées par interpolation ou extrapolation. Pour la commune, le premier recensement exhaustif entrant dans le cadre du nouveau dispositif a été réalisé en 2004.

En 2022, la commune comptait 835 habitants, en évolution de −1,53 % par rapport à 2016 (Bas-Rhin : +3,17 %, France hors Mayotte : +2,11 %).
| 1793 | 1800 | 1806 | 1821 | 1831 | 1836 | 1841 | 1846 | 1851 |
| ---- | ---- | ---- | ---- | ---- | ---- | ---- | ---- | ---- |
| 491  | 516  | 505  | 639  | 642  | 657  | 625  | 641  | 674  |

| 1856 | 1861 | 1866 | 1871 | 1875 | 1880 | 1885 | 1890 | 1895 |
| ---- | ---- | ---- | ---- | ---- | ---- | ---- | ---- | ---- |
| 654  | 625  | 656  | 701  | 694  | 720  | 721  | 691  | 659  |

| 1900 | 1905 | 1910 | 1921 | 1926 | 1931 | 1936 | 1946 | 1954 |
| ---- | ---- | ---- | ---- | ---- | ---- | ---- | ---- | ---- |
| 676  | 650  | 638  | 578  | 556  | 557  | 527  | 530  | 469  |

| 1962 | 1968 | 1975 | 1982 | 1990 | 1999 | 2004 | 2006 | 2009 |
| ---- | ---- | ---- | ---- | ---- | ---- | ---- | ---- | ---- |
| 496  | 547  | 635  | 664  | 669  | 733  | 785  | 778  | 813  |

| 2014 | 2019 | 2022 | - | - | - | - | - | - |
| ---- | ---- | ---- | - | - | - | - | - | - |
| 862  | 838  | 835  | - | - | - | - | - | - |

## Lieux et monuments
- Ancien pressoir du XVIIe siècle et plusieurs puits publics dont deux du XVIe siècle.
- Église Saint-Jean. Goxwiller est l'une des quelque 50 localités d'Alsace dotées d'une église simultanée[22]. Sa tour chœur simultanée est en partie romane ; son autel retable baroque est classé et son orgue construit par Johann Conrad Sauer date de 1811. En 1677, Louis XIV impose le simultaneum : le culte catholique dans le chœur, le culte protestant dans la nef. L'église abrite deux fresques du XVe siècle, représentant saint Antoine et saint Christophe.

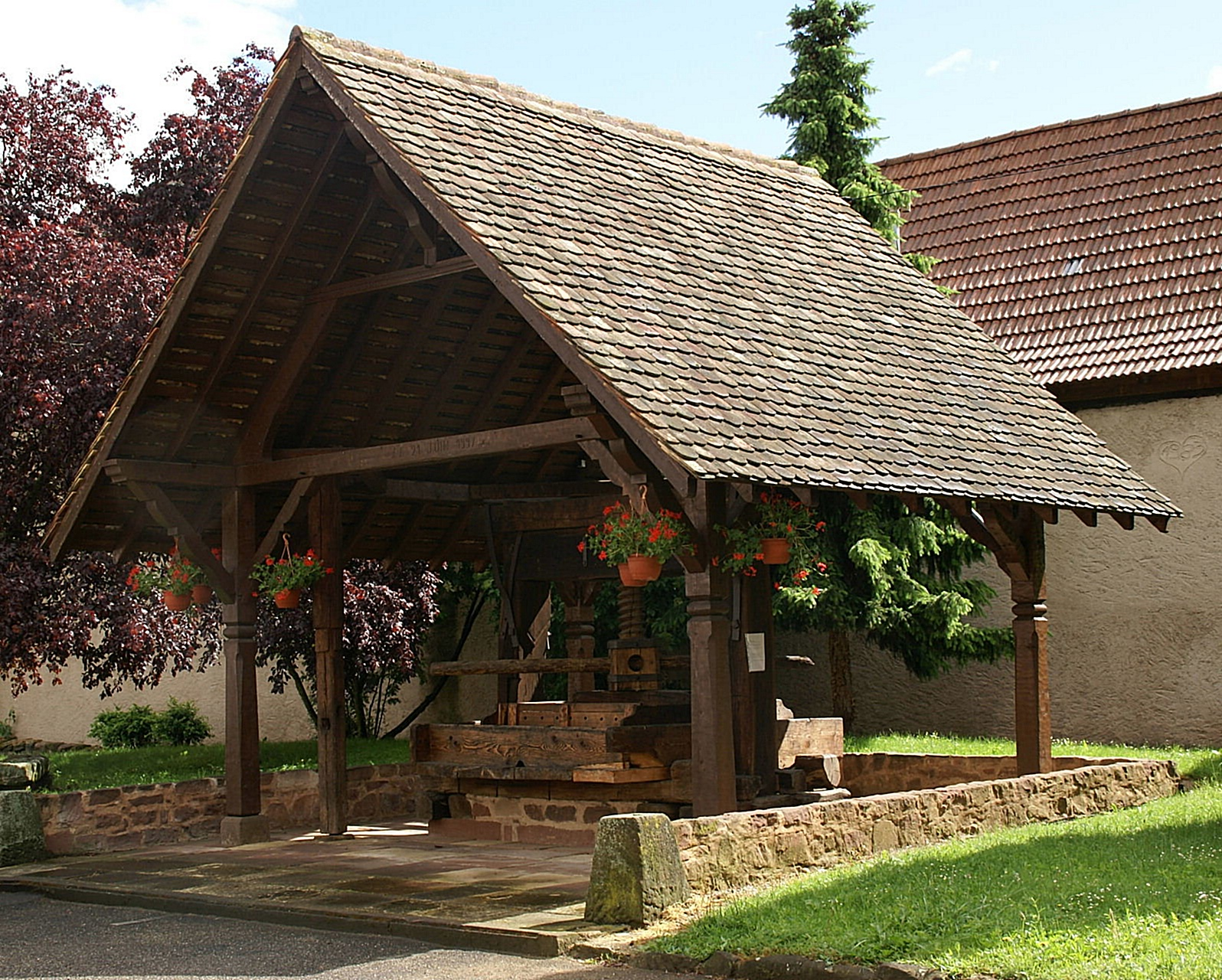
Pressoir de 1669.
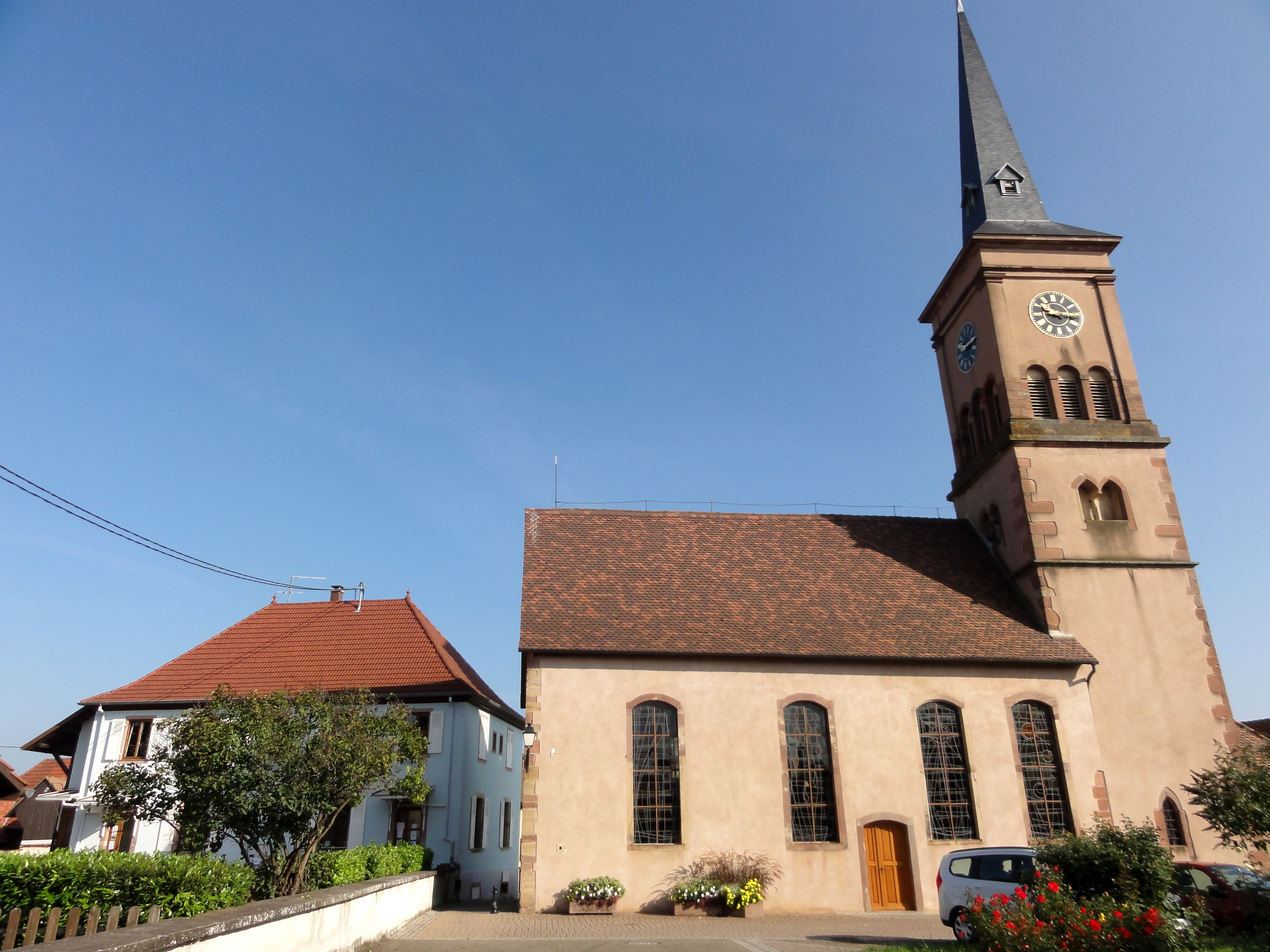
Église simultanée Saint-Jean.
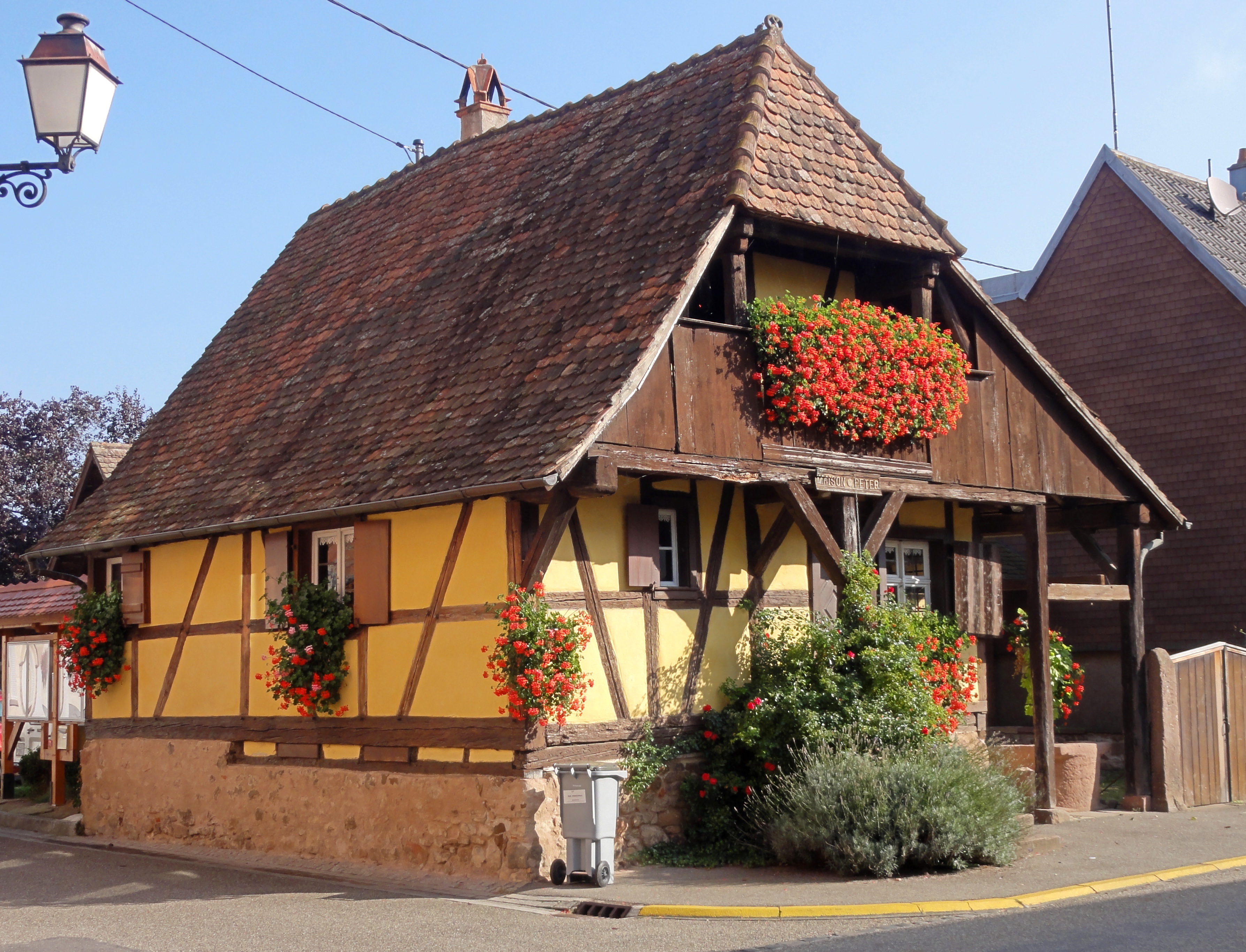
Maison de boulanger (XVIIe-XVIIIe), 127 rue Principale.
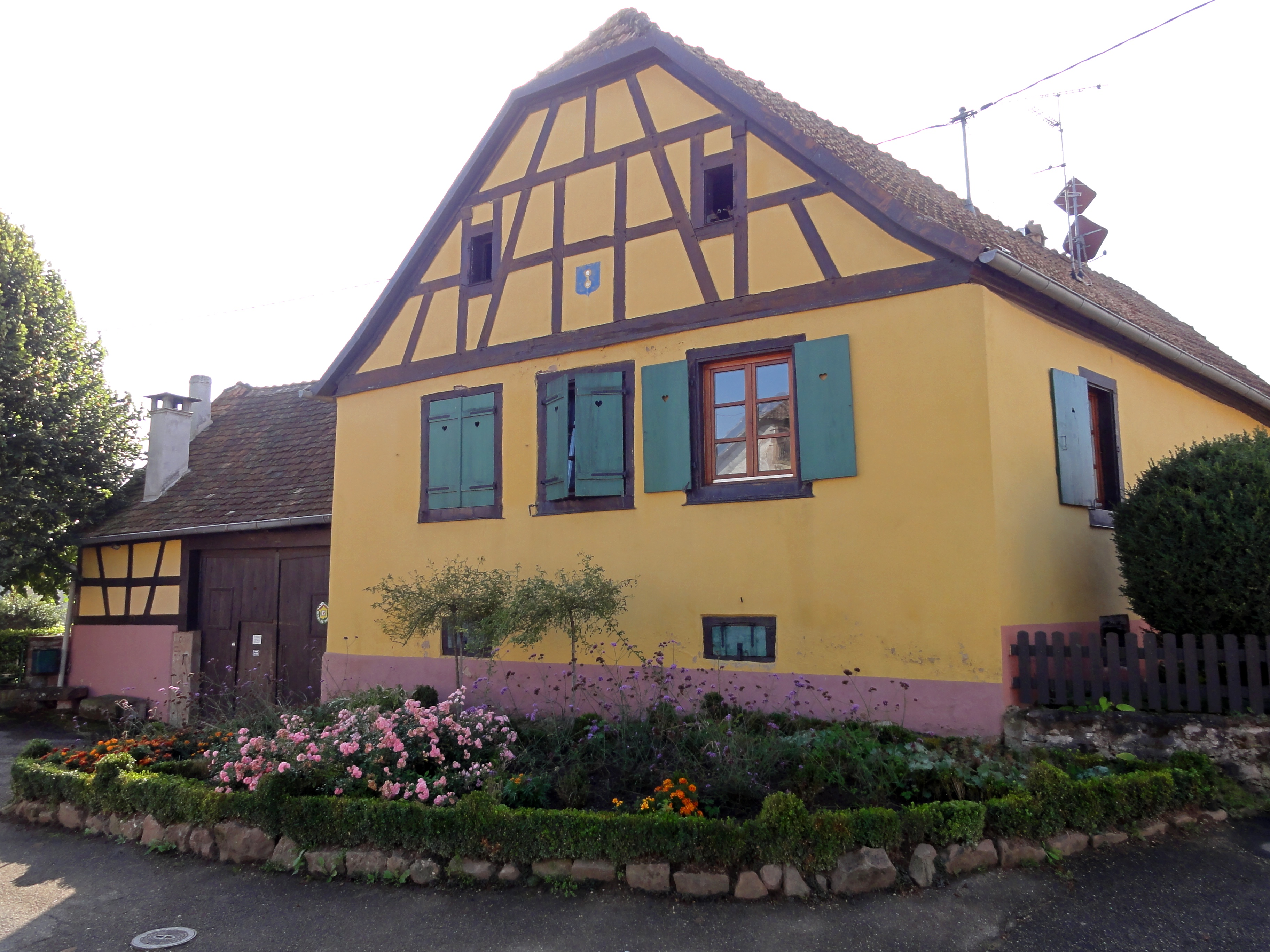
Maison aux dîmes de l'abbaye de Niedermunster dite « Meyerhof » (XVIIe), 60 rue Principale.
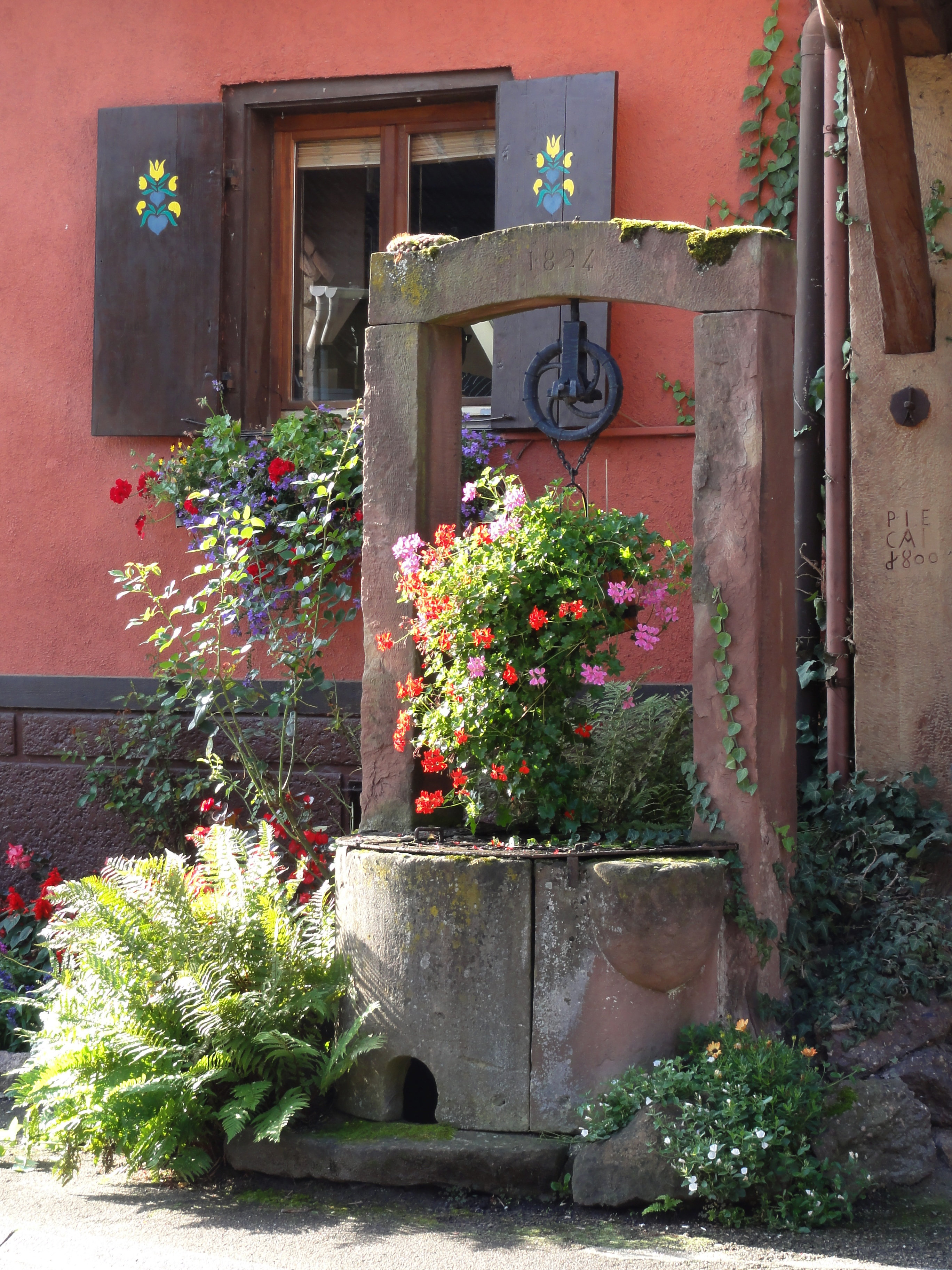
Le puits près de la mairie

## Personnalités liées à la commune
- Hélène de Beauvoir, artiste peintre et sœur de Simone de Beauvoir, a vécu à Goxwiller.

- Tim escaladeur célèbre résidant actuellement à Montréal. Il a vécu à Goxwiller pendant sa tendre enfance.

## Événements liés à la commune
Depuis 2005, l'association l'ART SCENE PROD organise dans la salle polyvalente de la commune le festival Back to School, qui réunit lors de chaque édition plus de 400 personnes.
En 2007 se tient la 3e édition, avec notamment Uncommonmenfrommars.
La 4e édition s'est déroulée avec succès les 25 et 26 septembre 2009. Les deux soirs, réunissant 10 groupes, ont attiré pas moins de 600 personnes.
La manifestation sera reconduite en septembre 2011 pour sa 5e édition.